# Воган, Томас (рыцарь)
Сэр Томас Воган (англ. Thomas Vaughan; приблизительно 1410 — 25 июня 1483, Понтефракт, Йоркшир, Королевство Англия) — английский рыцарь, участник Войн Алой и Белой розы. Был одним из приближённых короля Эдуарда IV и его сына Эдуарда V, казнён по приказу Ричарда III накануне его провозглашения королём. Стал персонажем пьесы Уильяма Шекспира «Ричард III».

## Биография
Томас Воган принадлежал к рыцарскому роду из Монмутшира (Уэльс). Он был сыном Роберта Вогана и его жены Маргарет, о происхождении которой ничего не известно. Томас родился приблизительнно в 1410 году, а 30 марта 1443 года был натурализован в Англии согласно распоряжению Тайного совета и по просьбе герцога Сомерсета и Адама Молинса (впоследствии лорда-хранителя Малой печати). В 1446 году Воган стал стюардом Херефордшира и констеблем замка Абергавенни, в 1450—1460 годах занимал должность мастера королевской артиллерии. В эти годы он был близок с Джаспером Тюдором, 1-м графом Пембруком и единоутробным братом короля Генриха VI из династии Ланкастеров, но при этом, как большинство валлийцев своей эпохи, симпатизировал Йоркам. В октябре 1459 года Воган был в составе армии Ричарда Йоркского, которая разбежалась без боя при Ладфорд-Бридже. Вскоре после этого «Парламент дьявола», собравшийся в Ковентри, объявил его в числе других йоркистов изменником и конфисковал его имущество.
Летом 1460 года йоркисты взяли реванш. Воган вернулся в Лондон в составе армии, которой командовали три графа — Марч, Уорик и Солсбери. Он был восстановлен в правах, получил должность хранителя большого гардероба короля и до 28 ноября того же года женился на Элеоноре Фицалан, вдове сэра Томаса Брауна (сторонника Ланкастеров, казнённого 28 июля 1460 года). Под управление Вогана перешли поместья Брауна в юго-восточных графствах, так что он мгновенно стал богатым и влиятельным землевладельцем. В феврале 1461 года, когда Ланкастеры угрожали Лондону, Воган отправился на корабле в Ирландию, но в пути попал в руки французских пиратов. Королева Маргарита Анжуйская тщетно просила Людовика XI выдать пленников: Эдуард Марчский, ставший к тому времени королём Эдуардом IV, добился их освобождения за выкуп.
В 1462 году Воган совместно с Джоном Венлоком, 1-м бароном Венлоком, совершил дипломатическую поездку в Бургундию и заключил с этим герцогством торговый договор. В мае 1463 года он сопровождал бургундских послов из Лондона в Сандвич. В том же году Томас встретился в Сент-Омере с Людовиком XI и получил компенсацию за жителей Кале, ограбленных французами. 29 июня 1465 года он был назначен казначеем королевской палаты и хранителем королевских драгоценностей. В 1467 году Воган снова находился в Бургундии в связи с приготовлениями к браку герцога Карла Смелого и принцессы Маргариты. Именно он передал Эдуарду IV устав ордена Золотого руна, а в феврале 1470 года вручил Карлу орден Подвязки. Когда Эдуарду IV пришлось оставить Англию из-за реванша Ланкастеров, Воган последовал за королём (1470). По возвращении в 1471 году он был назначен камергером Эдуарда, принца Уэльского и членом совета принца. Воган был посвящен в рыцари 18 апреля 1475 года, в день инвеституры Эдуарда-младшего. Во время французской экспедиции короля в 1475 году он остался в Англии в качестве члена Большого совета.
На момент внезапной смерти Эдуарда IV (9 апреля 1483 года) сэр Томас и другие члены Совета находились вместе с принцем в Ладлоу. На 4 мая была запланирована коронация Эдуарда V, поэтому новый король со всей свитой выехал из Ладлоу 24 апреля. На пути к Лондону, в Стоуни-Стратфорде, Воган был арестован лордом-протектором Ричардом Глостерским (младшим братом Эдуарда IV). Вместе с ним были арестованы  Ричард Грей (единоутробный брат короля), Энтони Вудвилл, 2-й граф Риверс (дядя короля) и сэр Ричард Хоут. Глостер обвинил этих четверых в организации покушения на его жизнь и в заговоре против монарха. Их отправили в замок Понтефракт в Йоркшире, принадлежавший герцогу. 25 июня приближённый Глостера Ричард Рэтклифф, действовавший по его повелению, приехал в Понтефракт и приказал обезглавить всех пленников. Их обнажённые тела бросили в общую могилу.
На следующий день после этой казни Ричард Глостерский был провозглашён королём под именем Ричарда III. Эдуард V и его младший брат бесследно исчезли в Тауэре.

## Семья
Томас Воган был женат с 1460 года на Элеаноре Фицалан, дочери сэра Томаса Фицалана и Джоан Мойнс, вдове сэра Томаса Брауна. В этом браке родились двое детей — Энн, жена сэра Джона Вогана из Уистона, Пембрукшир, и Генри, отец одного из придворных королевы Елизаветы сэра Томаса ап Гарри. После смерти Элеаноры сэр Томас женился на Энн Перси, дочери Генри Перси, 3-го графа Нортумберленда, и Элеаноры Пойнингс, вдове сэра Томаса Хангерфорда и сэра Лоуренса Рейнсфорда.

## Память
Тело Вогана было похоронено в часовне святого Павла в Вестминстерском аббатстве, его надгробие сохранилось. Сэр Томас стал одним из персонажей пьесы Уильяма Шекспира «Ричард III». В одной из сцен он прощается перед казнью с Греем и Вудвиллом, в другой призрак Вогана является Ричарду III в ночь перед битвой при Босворте.